# Pedicularis sima
Pedicularis sima là loài thực vật có hoa thuộc họ Cỏ chổi. Loài này được Maxim. mô tả khoa học đầu tiên năm 1881.